# Hacène Lalmas
Hacène Lalmas (àrab: حسان لالماس)  (Alger, 12 de març de 1943 - Alger, 7 de juliol de 2018) fou un futbolista algerià de la dècada de 1960.
Fou internacional amb la selecció d'Algèria. Pel que fa a clubs, destacà a CR Belouizdad.

## Referències

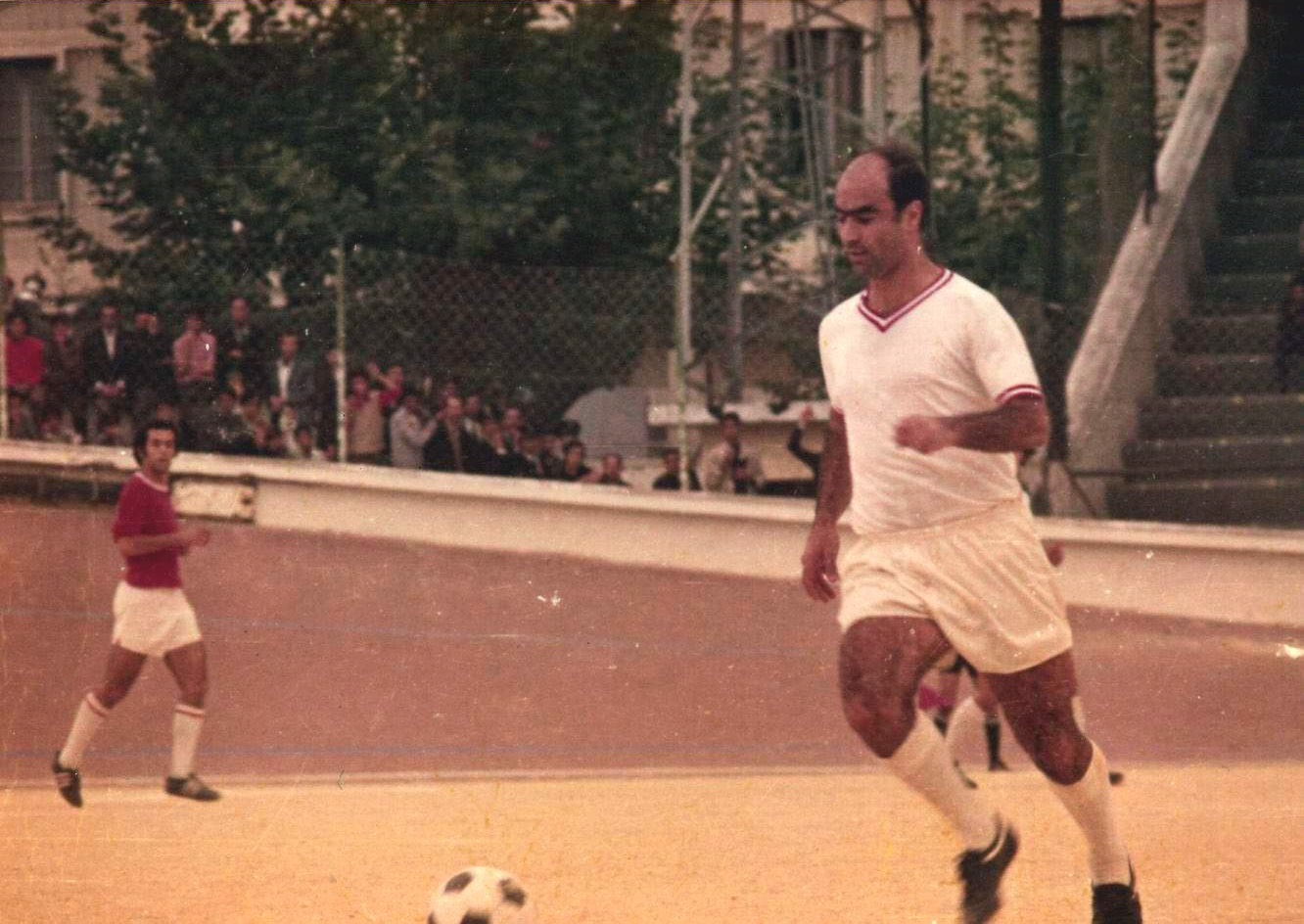
Hacène Lalmas en acció amb CR Belouizdad l'any 1967.